# The Marrow of a Bone
The Marrow of a Bone é o sexto álbum da banda japonesa Dir en grey, lançado em 7 de fevereiro de 2007, no Japão. O álbum foi lançado em onze países, tais como Japão, EUA (20 de Fevereiro), Alemanha (2 de Março), França (6 de Março), e Reino Unido (7 de Maio). Quando o álbum foi lançado nos EUA e no Japão, a banda estava em uma turnê pela América do Norte. Em março de 2007, o álbum alcançou a 21ª posição na parada "Top Independent Albums", da Billboard.
O álbum foi lançado no Japão em duas edições. A edição padrão continha o CD numa caixa tradicional, e a edição limitada foi lançada com dois discos, um com o álbum principal, e outro com três faixas acústicas.
Um site promocional em japonês e inglês foi lançado antes do lançamento do álbum, com videoclipe e previews de algumas faixas e informações do álbum, usando como servidor o próprio site da banda. Um segundo site foi lançado logo após o lançamento, acessível apenas com uma senha que pode ser obtida na edição japonesa. Ambos os sites mencionavam um show ao vivo "premium", disponível a todos aqueles que comprassem o álbum e registrassem-no com o código de barras.
Todos os singles do álbum receberam um vídeo promocional, sendo que uma quarta canção, "Grief", ganhou um vídeo mesmo não sendo um single. A capa do álbum é baseada num pedaço da famosa foto "Grief" (luto), do fotógrafo polonês Dmitri Baltermants.

## Produção
Como todos os álbuns do Dir En Grey, The Marrow of a Bone é produzido independentemente. A maioria das faixas foram escritas em 2006 entre shows no Japão, Europa e Estados Unidos durante o Family Values Tour. O guitarrista Kaoru disse que parte da produção foi muito boa, parte foi muito ruim. Dois dos singles do álbum, "Ryoujoku no Ame" e "Clever Sleazoid", foram completamente regravados para o álbum.

## Influências e tour
No período The Marrow of a Bone o Dir en Grey atingiu uma musicalidade mais pesada e influenciada pelo metal do exterior. Kyo esbanjava performances extremas e com elementos excêntricos, mas enfrentava limitações vocais, muitas vezes levado ao desgaste (problemas que seriam superados durante a era de seu álbum sucessor "Uroboros", onde o vocalista desenvolveu técnicas sofisticadas e complexas).

## Faixas
Todas as letras escritas por Kyo, todas as músicas compostas por Dir en grey.
| N.º | Título                                                                     | Duração |  |
| 1.  | "Conceived Sorrow"                                                         | 4:49    |  |
| 2.  | "Lie Buried with a Vengeance"                                              | 2:43    |  |
| 3.  | "The Fatal Believer"                                                       | 3:10    |  |
| 4.  | "Agitated Screams of Maggots"                                              | 2:56    |  |
| 5.  | "Grief"                                                                    | 3:37    |  |
| 6.  | "Ryoujoku no Ame (凌辱の雨)"                                               | 4:02    |  |
| 7.  | "Disabled Complexes"                                                       | 3:56    |  |
| 8.  | "Rotting Root"                                                             | 4:45    |  |
| 9.  | "Namamekashiki Ansoku, Tamerai ni Hohoemi" (艶かしき安息、躊躇いに微笑み)" | 4:37    |  |
| 10. | "The Pledge"                                                               | 3:55    |  |
| 11. | "Repetition of Hatred"                                                     | 4:32    |  |
| 12. | "The Deeper Vileness"                                                      | 3:46    |  |
| 13. | "Clever Sleazoid"                                                          | 3:12    |  |

### Faixas adicionais (acústicas) da edição limitada
Todas as letras escritas por Kyo, todas as músicas compostas por Dir en grey.
| N.º | Título                                                                     | Duração |  |
| 1.  | "Namamekashiki Ansoku, Tamerai ni Hohoemi" (艶かしき安息、躊躇いに微笑み)" | 4:29    |  |
| 2.  | "Conceived Sorrow"                                                         | 4:59    |  |
| 3.  | "The Pledge"                                                               | 3:51    |  |

## Liberação
| Região         | Data                 | Gravadora      | Formato              | Catálogo     |
| -------------- | -------------------- | -------------- | -------------------- | ------------ |
| Japão          | 7 de Fevereiro 2007  | Firewall/SMEJ  | double-disc CD álbum | SFCD-0048~49 |
| Japão          | 7 de Fevereiro 2007  | Firewall/SMEJ  | single-disc CD álbum | SFCD-0050    |
| Estados Unidos | 20 de Fevereiro 2007 | Warcon/Fontana | CD álbum             | WRCN-15      |
| Alemanha       | 2 de Março 2007      | Gan-Shin       | CD álbum             | FWEAL003CD   |
| França         | 6 de Março 2007      | Gan-Shin       | CD álbum             | FWEAL003CD   |
| Reino Unido    | 7 de Maio 2007       | Gan-Shin       | CD álbum             | FWEAL003CD   |